# رباط درقي لامي ناصف
الرِّباطُ الدَّرَقِيُّ اللَّامِيُّ النَّاصِف (بالإنجليزية: Median thyrohyoid ligament)‏، هو أغلظ وأسمك جزء من الغشاء الدرقي اللامي، يخترق أجزائه الجانبية الرقيقة: الأوعية الحنجرية الدرقية والفرع الباطن من العصب الدرقي العلوي. يرتبط سطحه الأمامي بالعضلة الدرقية اللامية، العضلة القصية اللامية والعضلة الكتفية اللامية وجسم العظم اللامي.

## روابط خارجية
- أطلس تشريح جامعة ميشيغان rsa3p11 - "Larynx, anterior view"
- أطلس تشريح جامعة ميشيغان rsa3p12 - "Larynx, lateral view"

1. ↑  نموذج تأسيسي في التشريح، QID:Q1406710